# تپه دینه سر پایین رمنت
تپه دینه سر پایین رمنت مربوط به دوران پیش از تاریخ ایران باستان - دوران‌های تاریخی پس از اسلام است و در شهرستان بابل، بخش مرکزی، روستای پایین رمنت واقع شده و این اثر در تاریخ ۱ مهر ۱۳۸۲ با شمارهٔ ثبت ۱۰۲۸۳ به‌عنوان یکی از آثار ملی ایران به ثبت رسیده است.